# Trulla Bluff
Trulla Bluff är ett stup i Sydgeorgien och Sydsandwichöarna (Storbritannien). Det ligger i den sydöstra delen av Sydgeorgien och Sydsandwichöarna.
Terrängen runt Trulla Bluff är kuperad. Havet är nära Trulla Bluff österut.  Det finns inga samhällen i närheten. 